# Poliénas
Poliénas est une commune française située dans le département de l'Isère, en région Auvergne-Rhône-Alpes.

## Géographie

### Situation et description

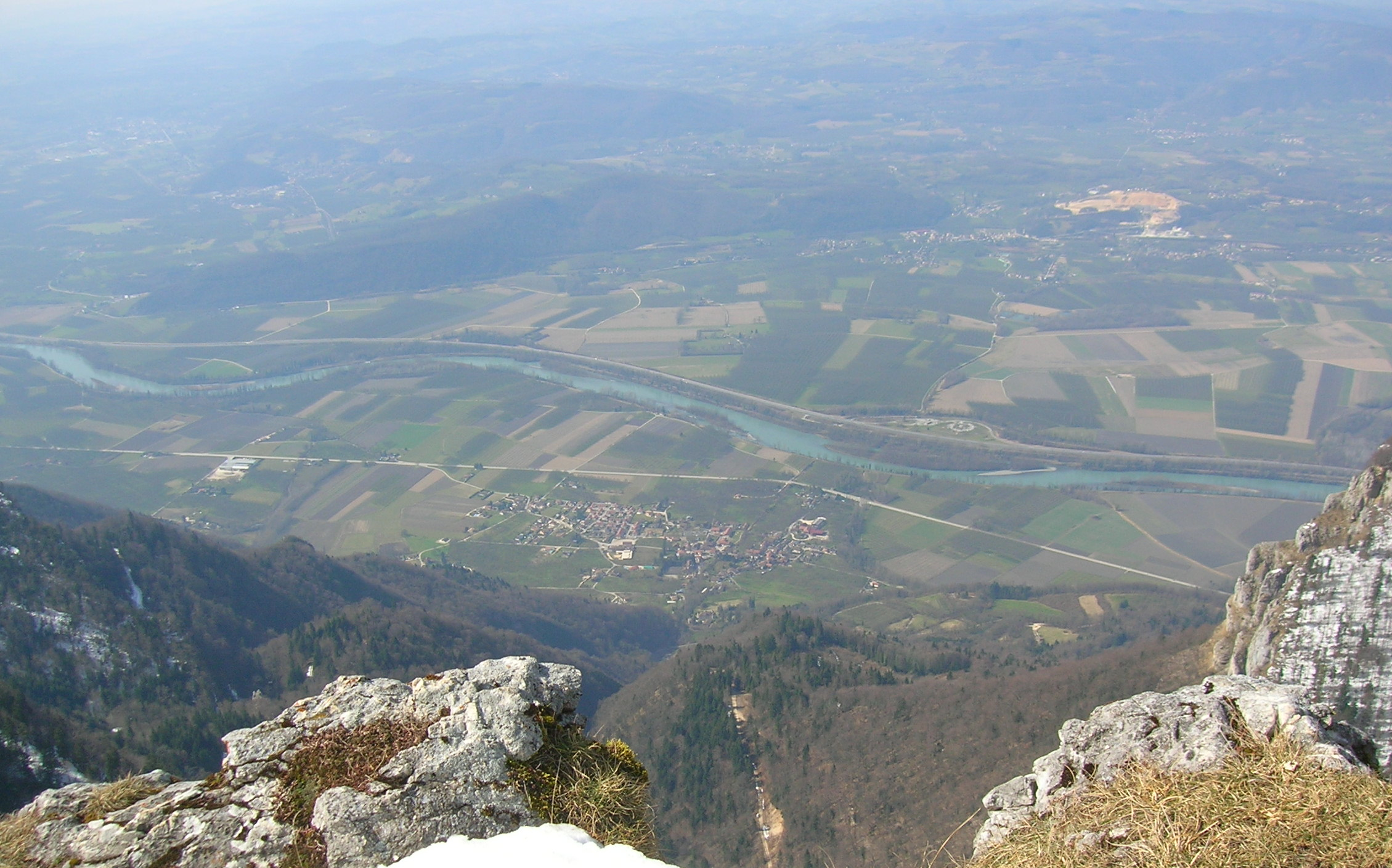
Poliénas (dans le quart supérieur à droite de l'image) vue depuis la Cheminée (Vercors).

La commune de Poliénas est située dans le Sud-Est de la France, dans le département de l'Isère, dans l'ancienne province royale du Dauphiné, à 22 km à vol d'oiseau à l'ouest de Grenoble,  15 km au nord-est de Saint-Marcellin, 58 km de Valence et 73 km au sud-est de Lyon.
Elle se trouve dans l'aire d'attraction de Grenoble, dans l'unité urbaine et le bassin de vie de Tullins et dans la zone d'emploi de Voiron.

### Communes limitrophes
Les communes limitrophes sont  Chantesse, Cras, L'Albenc, La Rivière, Morette, Saint-Quentin-sur-Isère et Tullins.

### Géologie et relief
La superficie de la commune est de 14,03 km2 ; son altitude varie de 178  à   409 mètres.

### Hydrographie

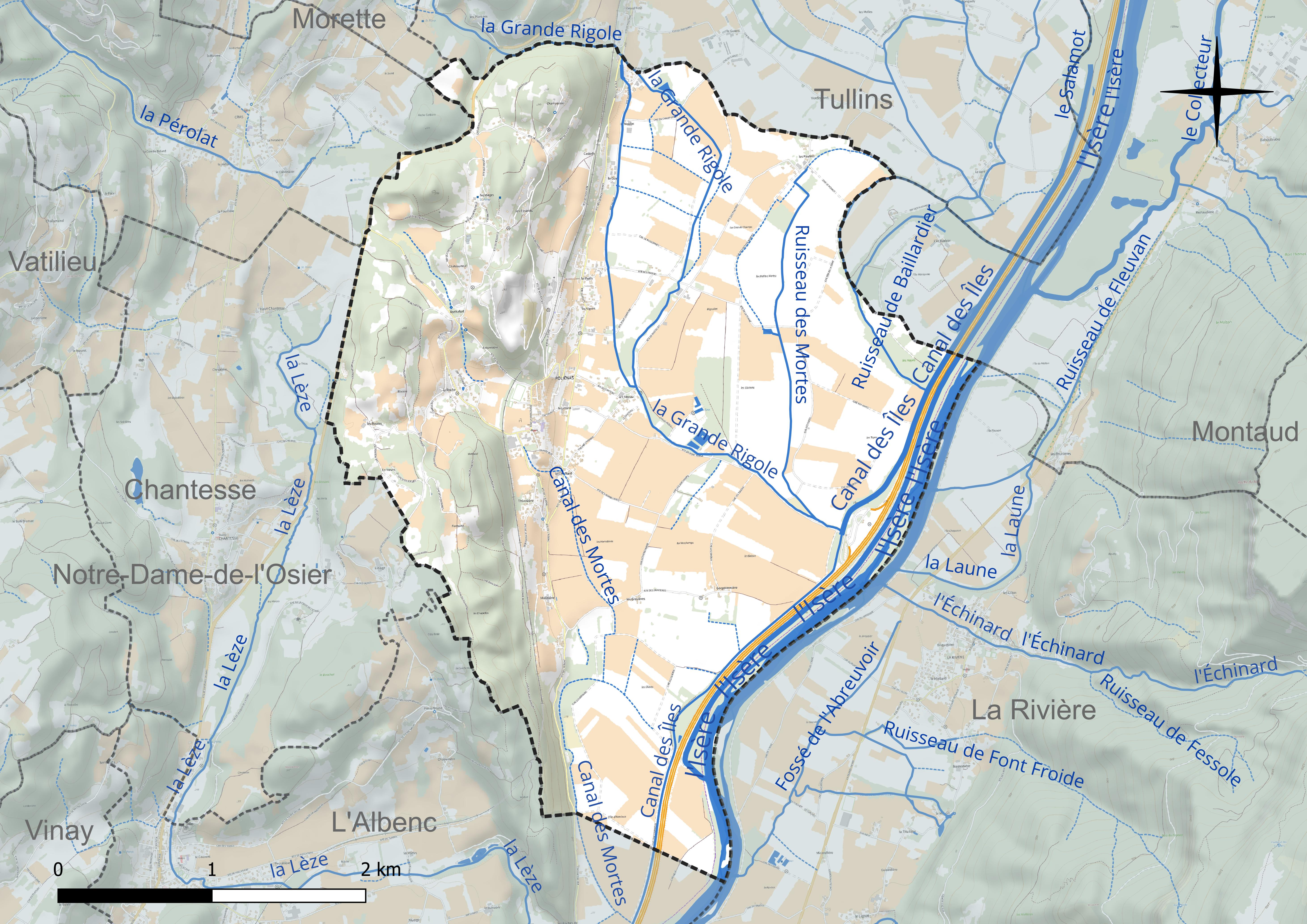
Carte hydrographique de la commune.

Le territoire communal est sillonné de plusieurs cours d'eau dont l'Isère, un des principaux affluents du Rhône, qui borde le sud-est du territoire communal. et quelques rus ou ruisseaux qui sont tous ses affluents ou sous-affluents.

### Climat
Pour des articles plus généraux, voir Climat d'Auvergne-Rhône-Alpes et Climat de l'Isère.
En 2010, le climat de la commune est de type climat océanique altéré, selon une étude du Centre national de la recherche scientifique s'appuyant sur une série de données couvrant la période 1971-2000. En 2020, Météo-France publie une typologie des climats de la France métropolitaine dans laquelle la commune est exposée à un climat de montagne ou de marges de montagne et est dans la région climatique Alpes du nord, caractérisée par une pluviométrie annuelle de 1 200 à 1 500 mm, irrégulièrement répartie en été.
Pour la période 1971-2000, la température annuelle moyenne est de 11,8 °C, avec une amplitude thermique annuelle de 18,8 °C. Le cumul annuel moyen de précipitations est de 1 002 mm, avec 9,8 jours de précipitations en janvier et 6,5 jours en juillet. Pour la période 1991-2020, la température moyenne annuelle observée sur la station météorologique de Météo-France la plus proche, « Grenoble-Saint-Geoirs », sur la commune de Saint-Étienne-de-Saint-Geoirs à 13 km à vol d'oiseau, est de 11,5 °C et le cumul annuel moyen de précipitations est de 915,1 mm,. Pour l'avenir, les paramètres climatiques de la commune estimés pour 2050 selon différents scénarios d'émission de gaz à effet de serre sont consultables sur un site dédié publié par Météo-France en novembre 2022.

## Urbanisme

### Typologie
Au 1er janvier 2024, Poliénas est catégorisée commune rurale à habitat dispersé, selon la nouvelle grille communale de densité à sept niveaux définie par l'Insee en 2022.
Elle appartient à l'unité urbaine de Tullins, une agglomération intra-départementale regroupant deux  communes, dont elle est une commune de la banlieue,,. Par ailleurs la commune fait partie de l'aire d'attraction de Grenoble, dont elle est une commune de la couronne,. Cette aire, qui regroupe 204 communes, est catégorisée dans les aires de 700 000 habitants ou plus (hors Paris),.

### Occupation des sols

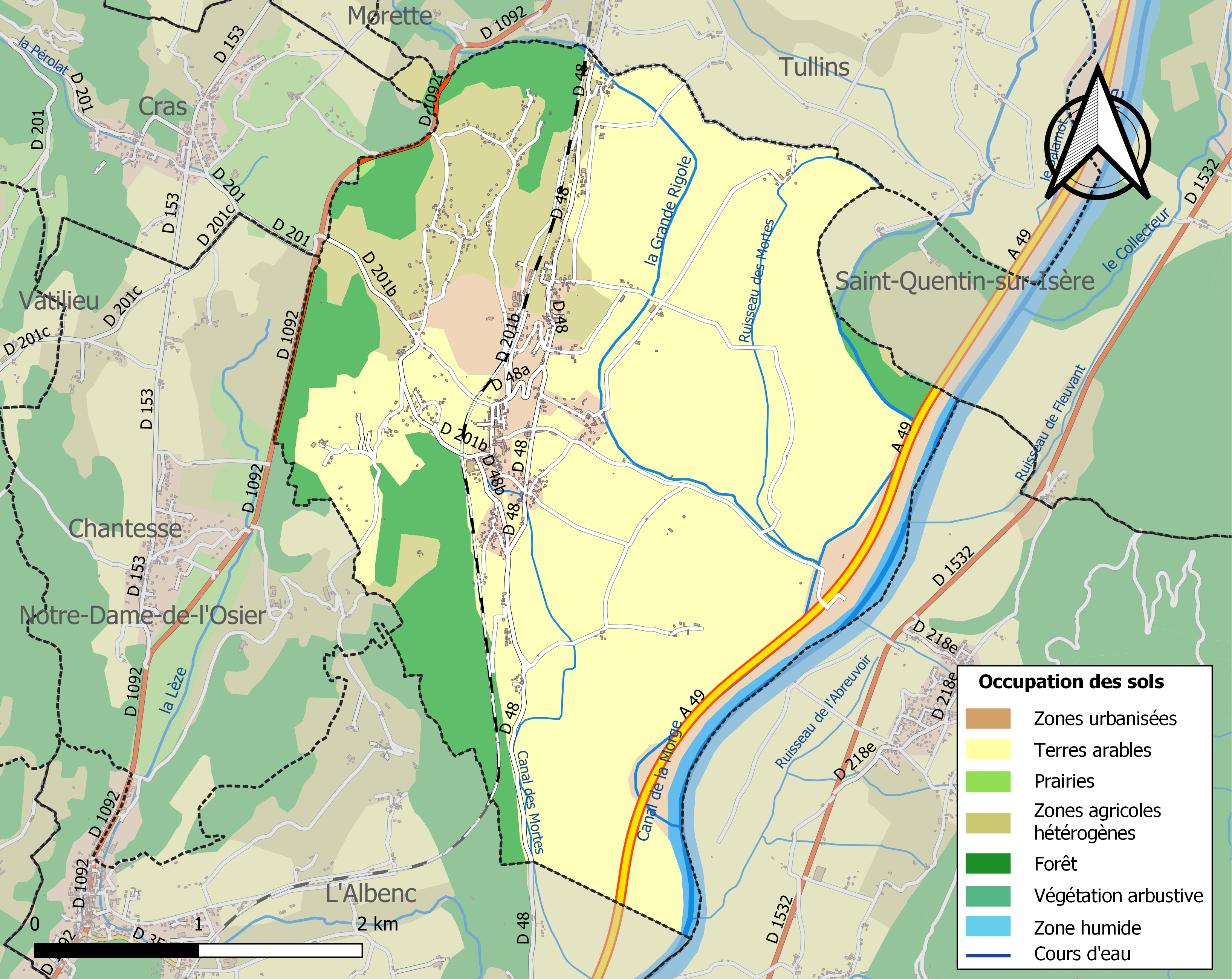
Carte des infrastructures et de l'occupation des sols de la commune en 2018 (CLC).

L'occupation des sols de la commune, telle qu'elle ressort de la base de données européenne d’occupation biophysique des sols Corine Land Cover (CLC), est marquée par l'importance des territoires agricoles (73,5 % en 2018), en diminution par rapport à 1990 (75,1 %). La répartition détaillée en 2018 est la suivante : 
cultures permanentes (35,4 %), terres arables (25,8 %), forêts (14,9 %), zones agricoles hétérogènes (12,1 %), zones industrielles ou commerciales et réseaux de communication (4,2 %), zones urbanisées (3,5 %), mines, décharges et chantiers (2 %), eaux continentales (1,8 %), prairies (0,1 %). L'évolution de l’occupation des sols de la commune et de ses infrastructures peut être observée sur les différentes représentations cartographiques du territoire : la carte de Cassini (XVIIIe siècle), la carte d'état-major (1820-1866) et les cartes ou photos aériennes de l'IGN pour la période actuelle (1950 à aujourd'hui).

### Habitat et logement
En 2020, le nombre total de logements dans la commune était de 486, alors qu'il était de 450 en 2015 et de 438 en 2010.
Parmi ces logements, 93,8 % étaient des résidences principales, 2 % des résidences secondaires et 4,2 % des logements vacants. Ces logements étaient pour 94,4 % d'entre eux des maisons individuelles et pour 5,4 % des appartements.
Le tableau ci-dessous présente la typologie des logements à Poliénas en 2020 en comparaison avec celle de l'Isère et de la France entière. Une caractéristique marquante du parc de logements est ainsi la faible proportion des résidences secondaires et logements occasionnels (2 %) par rapport au département (8,3 %) et à la France entière (9,7 %).
| Typologie                                               | Poliénas | Isère | France entière |
| ------------------------------------------------------- | -------- | ----- | -------------- |
| Résidences principales (en %)                           | 93,8     | 84    | 82,1           |
| Résidences secondaires et logements occasionnels (en %) | 2        | 8,3   | 9,7            |
| Logements vacants (en %)                                | 4,2      | 7,7   | 8,2            |

### Voies de communication et transport

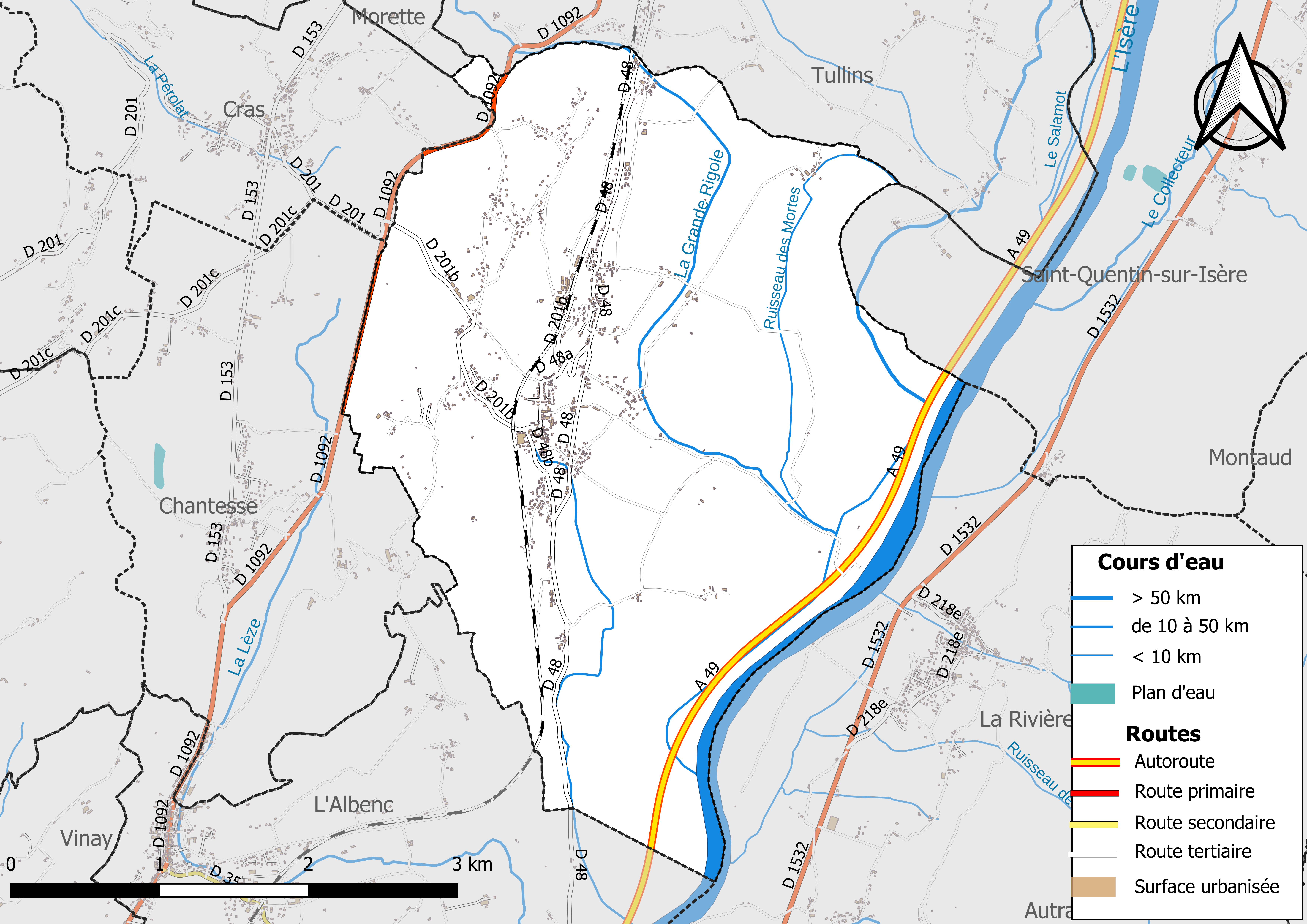
Carte des infrastructures de transport de la commune.

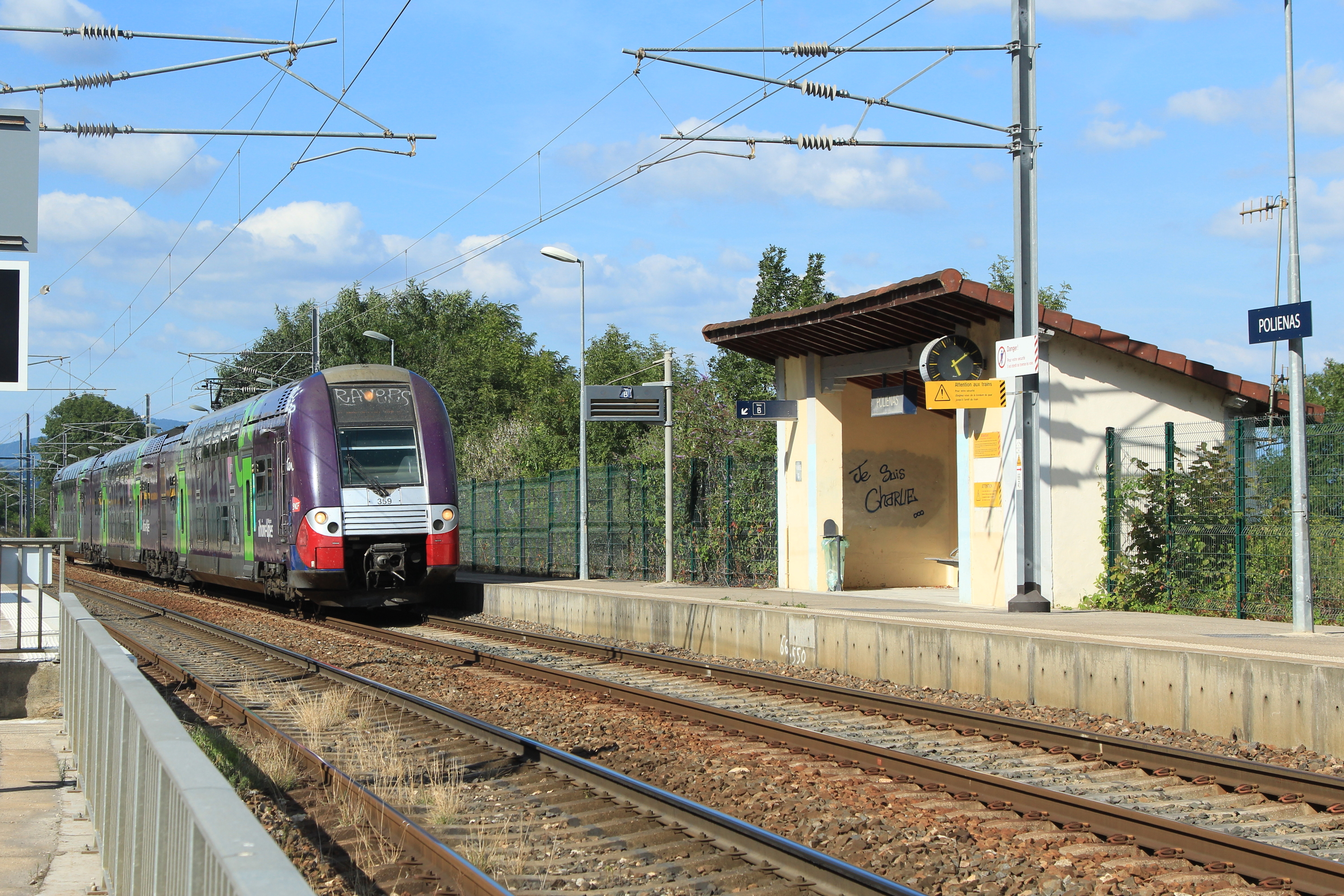
La gare.

La route départementale 1092 (RD1092) dénommée ainsi entre Romans-sur-Isère et Voiron se dénommait avant son déclassement en route nationale 92. Cette ancienne route nationale qui reliait Genève à Valence jusqu'en 1974 traverse le bourg de Tullins et longe la partie nord du territoire de Poliénas du nord-ouest vers le sud-est.
L’autoroute A49 qui traverse le territoire de la commune est une voie routière à grande circulation, qui relie Romans (Valence) à Grenoble. Elle a été mise en service définitivement en 1992 et possède une aire de repos à son nom.
- Au nord :  11 Tullins
- Au sud :   10 Vinay

La gare de Poliénas, située sur la ligne de Valence à Moirans, est desservie par les trains TER Auvergne-Rhône-Alpes (relation de Chambéry à Valence-Ville).

### Risques naturels et technologiques

#### Risques sismiques
L'ensemble du territoire de la commune de Poliénas est situé en zone de sismicité no 4 (sur une échelle de 1 à 5), en limite de la zone no 3 qui se situe vers l'ouest et le nord-ouest du département de l'Isère.
| Type de zone | Niveau            | Définitions (bâtiment à risque normal) |
| ------------ | ----------------- | -------------------------------------- |
| Zone 4       | Sismicité moyenne | accélération = 1,6 m/s2                |

## Histoire

### Révolution française et Empire
Entre 1790 et 1794, Poliénas absorbe l'éphémère commune de La Roche-Montferrie.

### Époque contemporaine

Poliénas au tout début du XXe siècle
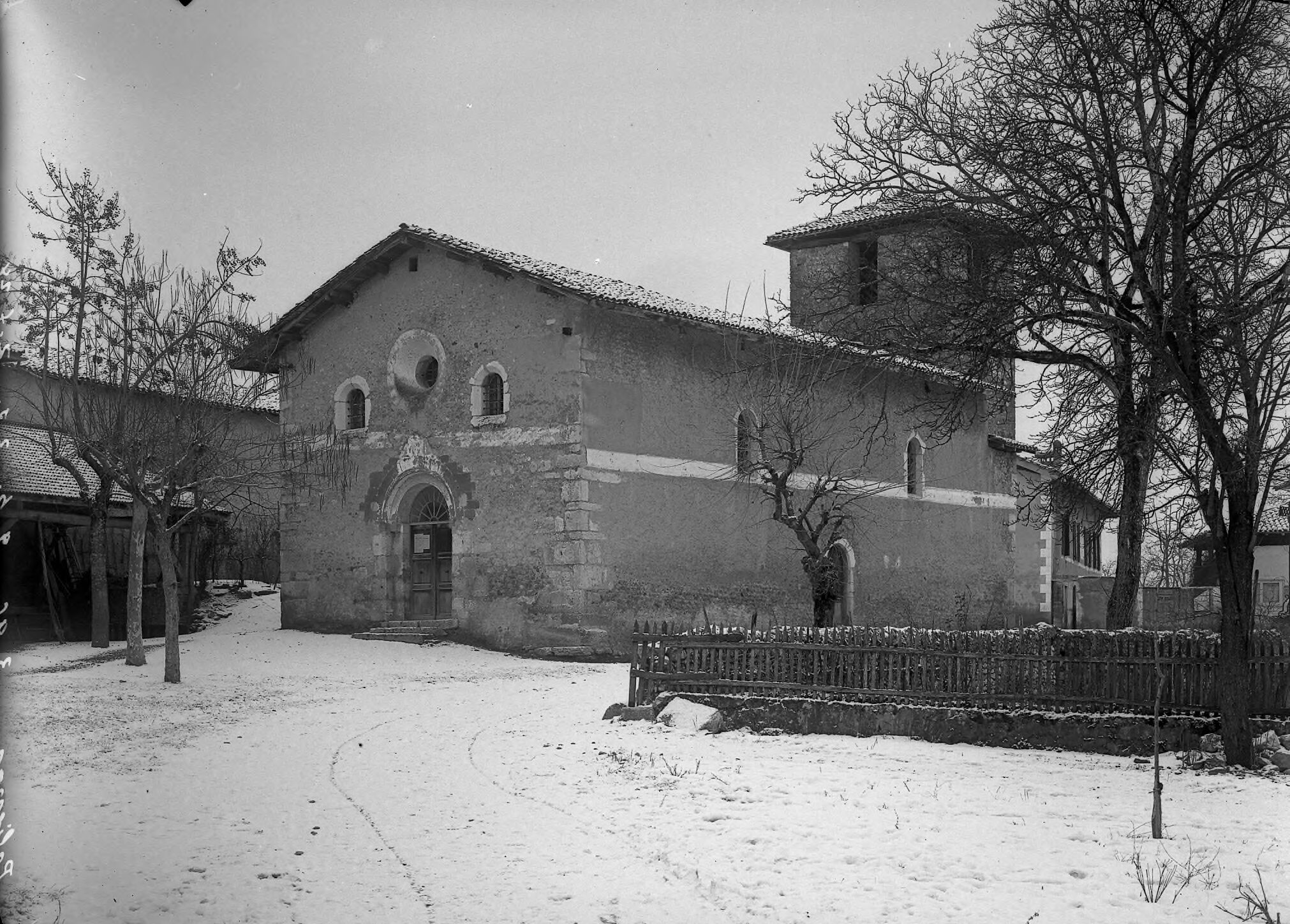
L'église.
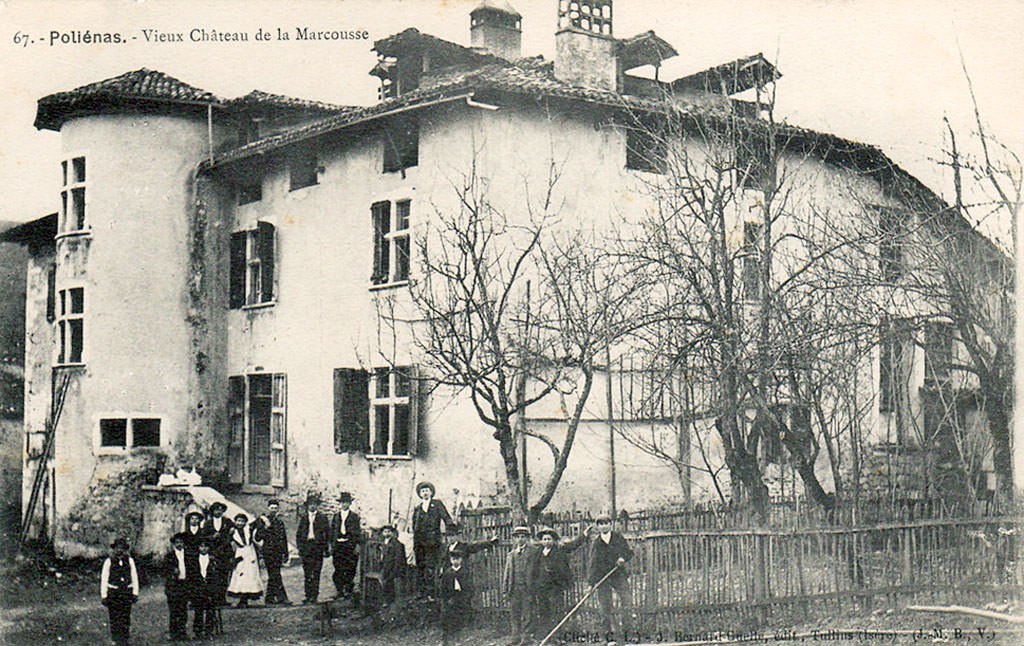
La maison-forte de la Marcousse
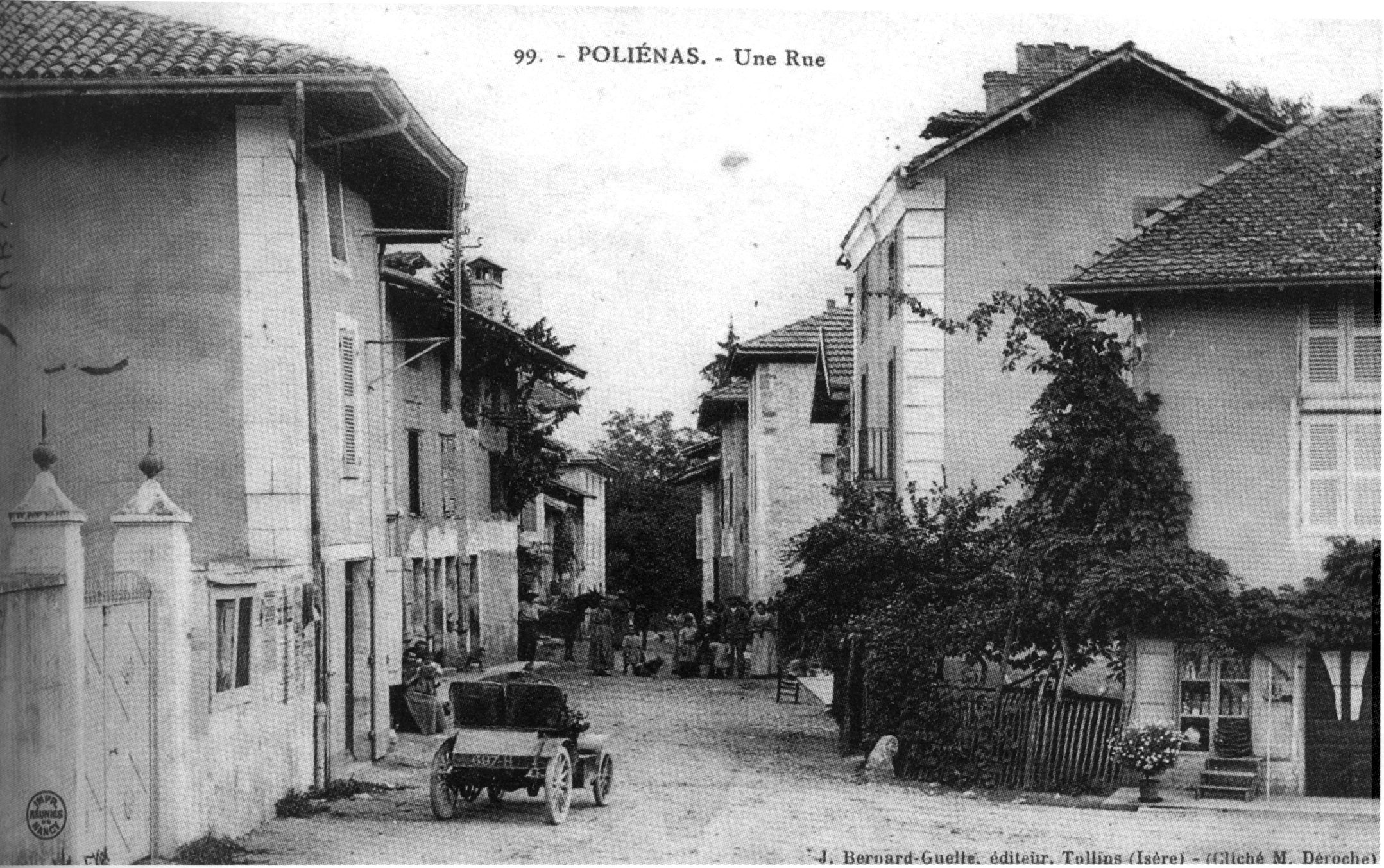
Une rue.

## Politique et administration

### Rattachements administratifs et électoraux

#### Rattachements administratifs
La commune se trouve depuis 1926 dans l'arrondissement de Grenoble du département de l'Isère.
Elle faisait partie depuis 1801du canton de Tullins. Dans le cadre du redécoupage cantonal de 2014 en France, cette circonscription administrative territoriale a disparu, et le canton n'est plus qu'une circonscription électorale.

#### Rattachements électoraux
Pour les élections départementales, la commune fait partie depuis 2014 d'un nouveau canton de Tullins, porté de 10 à 13 communes.
Pour l'élection des députés, elle fait partie de la neuvième circonscription de l'Isère.

### Intercommunalité
Poliénas était membre de la communauté de communes Chambaran Vinay Vercors, un établissement public de coopération intercommunale (EPCI) à fiscalité propre créé en 2013 et auquel la commune avait transféré un certain nombre de ses compétences, dans les conditions déterminées par le code général des collectivités territoriales.
Dans le cadre des dispositions de la loi portant nouvelle organisation territoriale de la République du 7 août 2015, qui prévoit que les établissements publics de coopération intercommunale (EPCI) à fiscalité propre doivent avoir un minimum de 15 000 habitants, cette intercommunalité a fusionné avec ses voisines pour former, le 1er janvier 2017, la communauté de communes dénommée Saint-Marcellin Vercors Isère Communauté, dont est désormais membre la commune.

### Liste des maires
| Période        | Période                        | Identité                     | Étiquette | Qualité                                     |
| -------------- | ------------------------------ | ---------------------------- | --------- | ------------------------------------------- |
| février 1790   | novembre 1790                  | Benjamin Sorrel              |           |                                             |
| janvier 1791   | décembre 1792                  | François Effantin            |           |                                             |
| décembre 1792  | octobre 1840                   | Pierre Triolle               |           |                                             |
| juillet 1840   | avril 1868                     | Pierre-Marcellin Triolle     |           |                                             |
| avril 1868     | novembre 1870                  | Pierre Carron                |           |                                             |
| janvier 1871   | avril 1871                     | Antoine Auguste Masson       |           |                                             |
| avril 1871     | juin 1876                      | Pierre-Marcellin Triolle     |           |                                             |
| juin 1876      | janvier 1878                   | Vérin (ou Sèverin) Philibert |           |                                             |
| janvier 1878   | janvier 1881                   | Pierre-Marcellin Triolle     |           |                                             |
| janvier 1881   | mai 1884                       | Hugues Degeorge              |           |                                             |
| mai 1884       | mai 1894                       | Vérin (ou Sèverin) Philibert |           |                                             |
| mai 1894       | mai 1904                       | M. Marie-Joseph Falque-Vert  |           |                                             |
| mai 1901       | novembre 1911                  | Arsène Bourgeat              |           |                                             |
| décembre 1911  | mai 1935                       | Antoine Olivet               |           |                                             |
| mai 1935       | novembre 1941                  | Lucien Jourdan               |           | Révoqué par le Gouvernement de Vichy        |
| septembre 1942 | août 1944                      | Albert Favre-Verand          |           |                                             |
| 1944           | 1945                           | Gabriel Gustave Dallay       |           |                                             |
| mai 1945       | mai 1950                       | Albert Brun                  |           |                                             |
| mai 1950       | mars 1971                      | Alexandre Roux               |           |                                             |
| mars 1971      | juin 1995                      | Moïse Zala                   | DVD       | Conseiller général de Tullins (1985 → 1992) |
| juin 1995      | juin 2008                      | Bernard Roux                 |           |                                             |
| mars 2008      | 2014                           | Annette Guichard-Mahinc      |           |                                             |
| 2014           | mars 2023                      | Bernard Fournier,            | DVD       | Retraité Fonction publique Démissionnaire   |
| avril 2023     | En cours (au 30 novembre 2023) | Lionel Argoud                |           | Salarié d’une coopérative de noix           |

## Équipements et services publics

### Enseignement
La commune est rattachée à l'académie de Grenoble. Elle compte une école primaire.

### Équipement culturel et sportif
Poliénas dispose de plusieurs infrastructures aux services de la population : une bibliothèque municipale et des associations sportives : football, danse, yoga, tennis, terrain d'aéromodélisme…

### Postes et télécommunications
La commune dispose d'une agence postale communale

Équipements
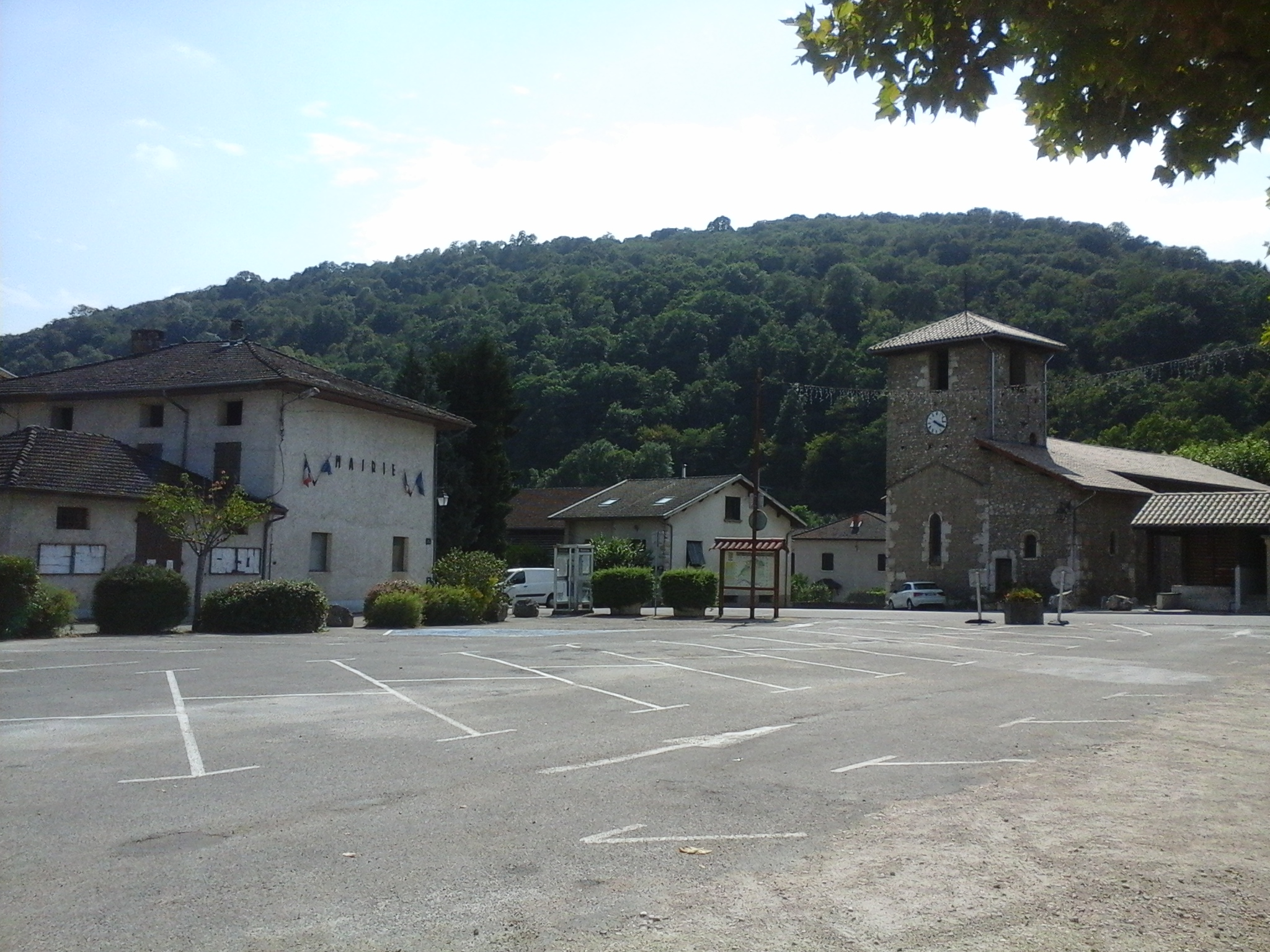
La mairie et l'église.
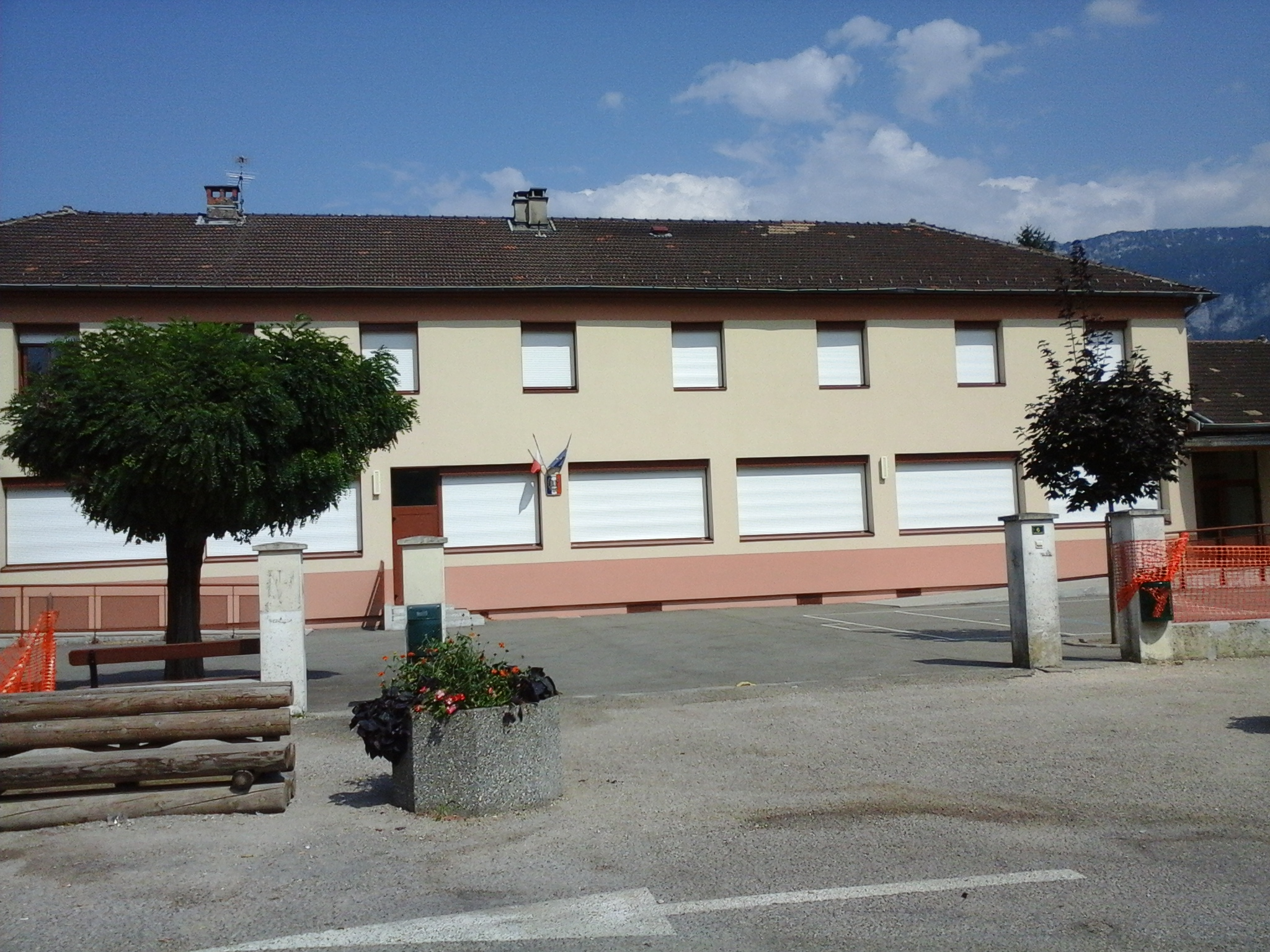
École primaire et maternelle de Poliénas, juillet 2015.
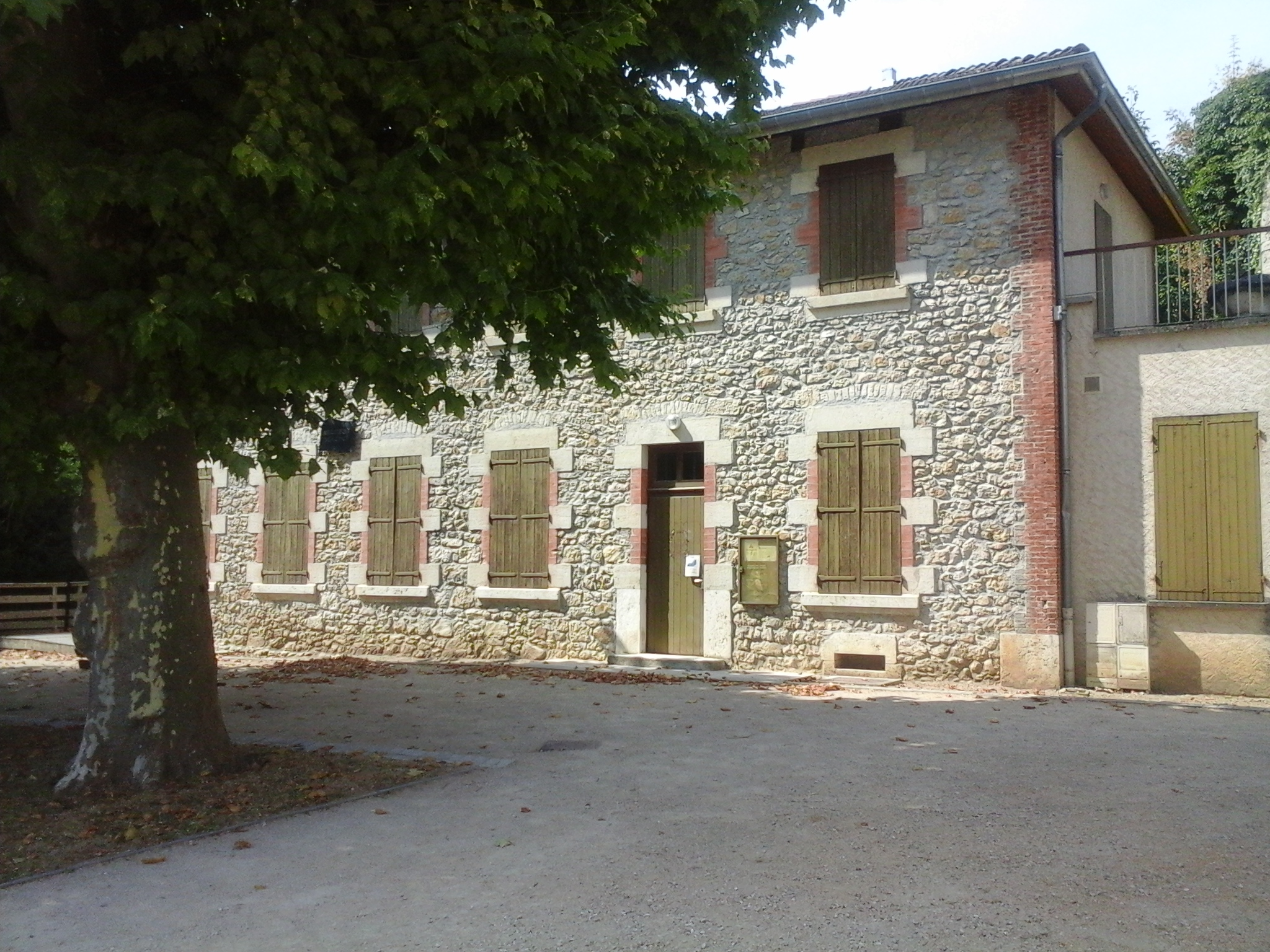
Bibliothèque municipale de Poliénas, juillet 2015.

## Population et société
Les habitants de Poliénas sont les Poliénois et Poliénoises.

### Démographie
L'évolution du nombre d'habitants est connue à travers les recensements de la population effectués dans la commune depuis 1793. Pour les communes de moins de 10 000 habitants, une enquête de recensement portant sur toute la population est réalisée tous les cinq ans, les populations de référence des années intermédiaires étant quant à elles estimées par interpolation ou extrapolation. Pour la commune, le premier recensement exhaustif entrant dans le cadre du nouveau dispositif a été réalisé en 2006.

En 2022, la commune comptait 1 114 habitants, en évolution de −5,27 % par rapport à 2016 (Isère : +3,07 %, France hors Mayotte : +2,11 %).
| 1793 | 1800  | 1806  | 1821  | 1831  | 1836  | 1841  | 1846  | 1851  |
| ---- | ----- | ----- | ----- | ----- | ----- | ----- | ----- | ----- |
| 985  | 1 044 | 1 092 | 1 220 | 1 206 | 1 189 | 1 143 | 1 096 | 1 061 |

| 1856 | 1861 | 1866 | 1872 | 1876 | 1881 | 1886 | 1891 | 1896 |
| ---- | ---- | ---- | ---- | ---- | ---- | ---- | ---- | ---- |
| 960  | 967  | 969  | 913  | 805  | 758  | 756  | 690  | 662  |

| 1901 | 1906 | 1911 | 1921 | 1926 | 1931 | 1936 | 1946 | 1954 |
| ---- | ---- | ---- | ---- | ---- | ---- | ---- | ---- | ---- |
| 619  | 627  | 604  | 548  | 575  | 557  | 599  | 605  | 643  |

| 1962 | 1968 | 1975 | 1982 | 1990 | 1999 | 2006  | 2011  | 2016  |
| ---- | ---- | ---- | ---- | ---- | ---- | ----- | ----- | ----- |
| 650  | 644  | 605  | 737  | 908  | 917  | 1 048 | 1 095 | 1 176 |

| 2021  | 2022  | - | - | - | - | - | - | - |
| ----- | ----- | - | - | - | - | - | - | - |
| 1 147 | 1 114 | - | - | - | - | - | - | - |

### Médias
Historiquement, le quotidien à grand tirage Le Dauphiné libéré consacre, chaque jour, y compris le dimanche, dans son édition du Sud Grésivaudan, un ou plusieurs articles à l'actualité de la communauté de communes et du canton, ainsi que des informations sur les éventuelles manifestations locales, les travaux routiers, et autres événements divers à caractère local.
Radios qui émettent sur la commune :
- France Culture : 89,2 FM ;
- Radio Millénium: 95,3 FM ;
- Radio ISA : 100,3 FM ;
- France Bleu Isère : 101 FM ;
- France Info : 105,4 FM ;
- HOT Radio : 102,1 FM ;
- NRJ : 103,1 FM / 96,2 FM;
- RMC Info : 106,1 FM ;
- France Musique : 107,2 FM ;
- Autoroute Info : 107,7 FM.

## Économie
La commune est une productrice de noix de l'aire de l'appellation protégée noix de Grenoble. Elle a été très touchée par la tempête des 7 et 8 novembre 1982, qui a détruit près de 4 000 noyers.
Le commune fait partie de l'aire géographique de production et transformation du « Bois de Chartreuse », la première AOC de la filière Bois en France,.
- Commerce : épicerie le Bon'Esprit, salon de coiffure Tif coiffure ;
- Restaurant : l'Ombrage Rêvé ;
- Artisans : carrossier, paysagistes, BTP…

## Culture locale et patrimoine

### Lieux et monuments

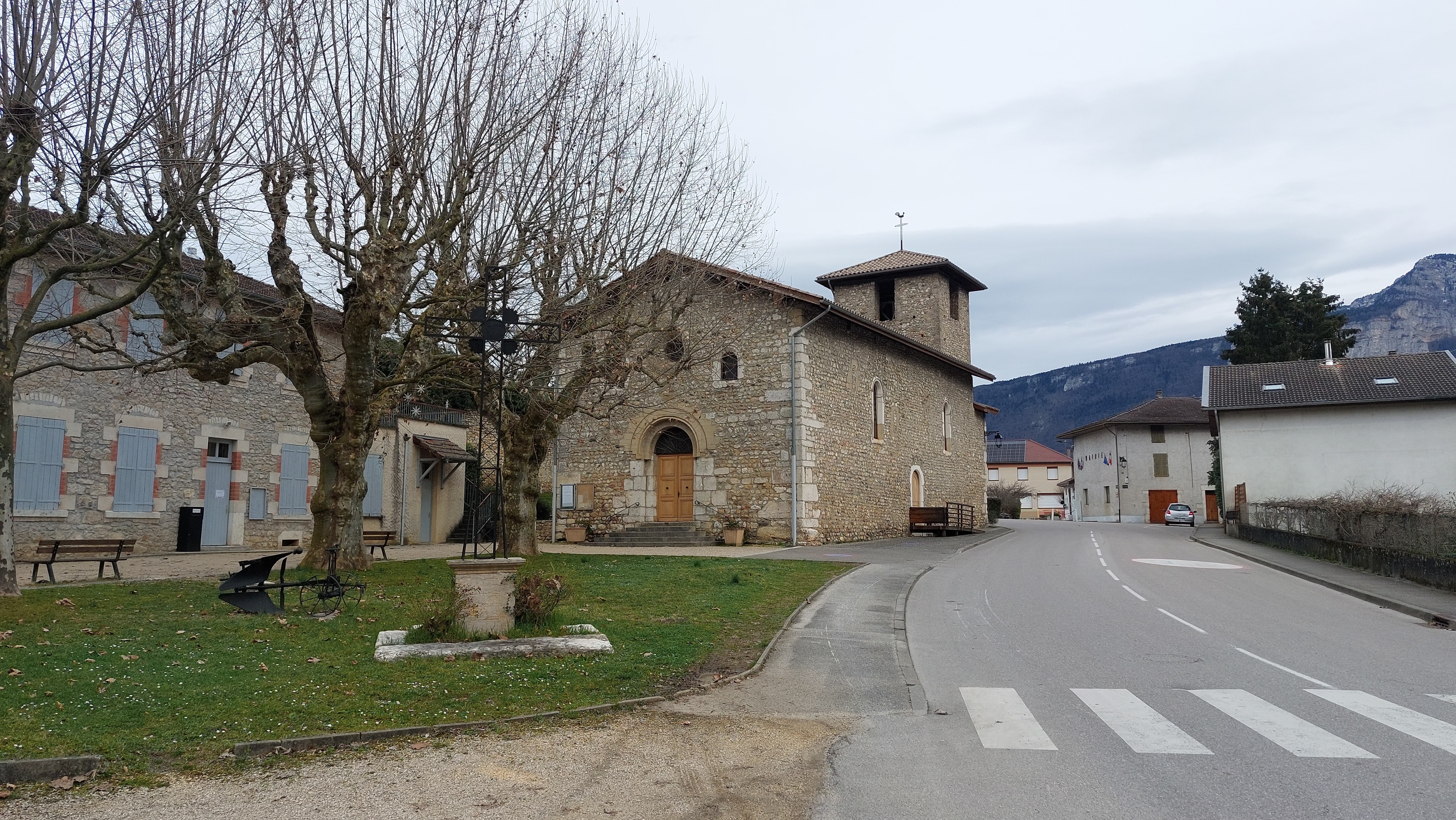
Église de Poliénas en 2024.

- Ruines du château fort du Châteauneuf, du XIe siècle[30]
- Ruines de la maison forte de La Marcousse, du début du XVe siècle[30],[31]
- « le château », ou maison forte des de Gobert, du XVe siècle[30]
- Église paroissiale dédiée à Saint-Jean-Baptiste, du XIIe siècle[30]
- Au Chaffard, les anciennes maisons en style Renaissance[30]
- Une maison bourgeoise, au Sud du village, conserve les traces d'une ancienne fenêtre à meneaux[30]
- Carrière
- Noyeraies (noix A.O.C. de Grenoble)

### Héraldique
| Blason de Poliénas | Blason  | Parti d'or et de gueules, à trois écusson rangés 2 et 1 ; le premier d'azur à trois potence d'or ou béquilles de Saint Antoine posées 2 et 1, au chef d'argent portant l'inscription CHATEAUNEUF !, le deuxième d'or à trois guidons d'azur au chef surbaissé de gueules chargé d'un lion passant d'argent, au chef d'argent portant l'inscription BARONNAT, et le troisième parti d'or et de gueule à un lion de sable, le chef d'argent portant l'inscription LA MARCOUSSE. |
| Blason de Poliénas | Détails | Le statut officiel du blason reste à déterminer. |

## Pour approfondir